# 인디아나 존스: 운명의 다이얼
《인디아나 존스: 운명의 다이얼》(영어: Indiana Jones and the Dial of Destiny)는 2023년 개봉한 미국의 액션 모험 영화이다. 제임스 맨골드가 감독과 공동각본을 맡았다. 영화 인디아나 존스 시리즈의 다섯 번째 작품으로, 《인디아나 존스: 크리스탈 해골의 왕국》 이후 15년 만의 속편이다.

## 줄거리
제2차 세계 대전 막바지, 인디아나 존스와 동료 고고학자 바질 쇼는 나치로부터 롱기누스의 창을 찾으려다 붙잡힌다. 천체물리학자 위르겐 볼러는 창이 가짜임을 밝히지만, 시간을 가르는 균열을 여는 아르키메데스의 다이얼 절반을 발견한다. 존스는 다이얼 조각을 확보하고, 바질과 함께 연합군에 의해 탈선되는 열차에서 탈출한다.
1969년, 뉴욕의 헌터 대학에서 은퇴를 앞둔 존스는 베트남 전쟁에서 아들 머트가 죽은 후 아내 매리언과 별거 중이다. 존스의 대녀 헬레나 쇼가 갑자기 찾아와 다이얼 연구를 원한다. 존스는 헬레나의 아버지 바질이 다이얼에 집착했었다고 경고하지만, 그녀는 존스가 보관 중인 다이얼을 훔쳐 달아난다. 존스는 살인 누명을 쓰고 도망치면서, 헬레나가 다이얼을 암시장에 팔려 한다는 사실을 알게 된다.
존스는 옛 친구 살라의 도움으로 헬레나를 쫓아 탕헤르로 향한다. 헬레나의 불법 경매를 방해하지만, 볼러가 나타나 다이얼을 빼앗는다. CIA는 볼러를 체포하려 하지만, 볼러는 요원들을 살해하고 헬리콥터를 훔쳐 달아난다. 존스, 헬레나, 헬레나의 조수 테디는 볼러를 쫓아 그리스로 향한다.
존스는 옛 친구 레날도의 도움을 받아 고대 난파선에서 다이얼의 나머지 절반을 찾는 단서가 담긴 태블릿을 찾는다. 볼러가 나타나 레날도를 살해하지만, 존스 일행은 시칠리아로 도망친다. 디오니소스의 귀 동굴에서 그들은 아르키메데스의 무덤과 다이얼의 다른 절반을 발견한다. 볼러는 존스를 포로로 잡고 다이얼을 조립한다. 볼러는 1939년으로 시간 여행을 떠나 히틀러를 암살하고 2차 세계 대전을 바꾸려 한다.
볼러는 다이얼을 작동시키고 시간 균열을 찾아내지만, 시간 좌표 오류로 인해 기원전 212년 시라쿠사 공성전으로 이동하게 된다. 볼러의 비행기는 공격을 받아 추락하고, 존스와 헬레나는 탈출한다. 아르키메데스는 잔해 속에서 볼러의 시계와 다이얼을 발견하고, 다이얼을 존스에게 준다. 다이얼은 미래에서 기원전 212년으로만 이동할 수 있었다. 시간 균열이 닫히기 시작하자 존스는 돌아가고 싶어하지 않지만, 헬레나는 그를 기절시키고 1969년으로 돌아온다.
존스는 회복 후 헬레나, 테디, 살라, 그리고 매리언과 재회하며, 매리언과 화해한다.

## 출연
- 해리슨 포드 - 헨리 "인디아나" 존스 주니어 역
- 피비 월러브리지 - 헬레나 쇼 역
- 존 리스데이비스 - 살라 역
- 마스 미켈센 - 위르겐 폴러 역
- 이선 이지도어 - 테디 쿠마르 역
- 쇼넷 러네이 윌슨 - 메이슨 역
- 토비 존스 - 배질 쇼 역
- 보이드 홀브룩 - 클라버 역
- 안토니오 반데라스 - 레날도 역
- 토마스 크레치만 - 베버 대령 역
- 캐런 앨런 - 매리언 레이븐우드 역
- 올리비에 리히테르스 - 하우케 역
- 마크 킬린 - 폰티무스 역
- 크리스티안 올리버 - 성우로 출연